# Garza-Salinas II
Garza-Salinas II – jednostka osadnicza w Stanach Zjednoczonych, w stanie Teksas, w hrabstwie Starr.